# Neptosternus boukali
Neptosternus boukali är en skalbaggsart som beskrevs av Lars Hendrich och Michael Balke 1999. Neptosternus boukali ingår i släktet Neptosternus och familjen dykare. Inga underarter finns listade i Catalogue of Life.